# Ladytrons diskografi
Ladytron, en engelsk elektronisk musikgrupp från Liverpool, har sedan bildandet 1999 gett ut fem studioalbum, ett livealbum, tre samlingsalbum, fyra remixalbum, sex EP-skivor, tre videoalbum och 14 singlar. Till bandets låtar har även 15 officiella musikvideor producerats.

## Album

### Studioalbum
| Titel               | Albumdetaljer | Högsta positioner | Högsta positioner | Högsta positioner | Högsta positioner | Högsta positioner | Högsta positioner |
| Titel               | Albumdetaljer | UK                | FIN               | US                | US Dance          | US Heat           | US Indie          |
| ------------------- | --- | ----------------- | ----------------- | ----------------- | ----------------- | ----------------- | ----------------- |
| 604                 | - Släppt: 6 februari 2001 - Skivbolag: Invicta Hi-Fi (Storbritannien), Emperor Norton (USA) - Format: CD, LP, digital nedladdning | —                 | —                 | —                 | —                 | —                 | —                 |
| Light & Magic       | - Släppt: 17 september 2002 - Skivbolag: Telstar (Storbritannien), Emperor Norton (USA) - Format: CD, LP, digital nedladdning     | —                 | —                 | —                 | 7                 | —                 | 24                |
| Witching Hour       | - Släppt: 3 oktober 2005 - Skivbolag: Island - Format: CD, LP, digital nedladdning                                                | 81                | —                 | —                 | 7                 | 32                | 40                |
| Velocifero          | - Släppt: 19 maj 2008 - Skivbolag: Nettwerk - Format: CD, LP, digital nedladdning                                                 | 75                | —                 | 131               | 3                 | 3                 | —                 |
| Gravity the Seducer | - Släppt: 12 september 2011 - Skivbolag: Nettwerk - Format: CD, LP, digital nedladdning                                           | 72                | 50                | 112               | 6                 | 2                 | 27                |

### Livealbum
| Titel                           | Albumdetaljer                                                              |
| ------------------------------- | -------------------------------------------------------------------------- |
| Live at London Astoria 16.07.08 | - Släppt: 2009 - Skivbolag: Självutgiven - Format: CD, digital nedladdning |

### Samlingsalbum
| Titel            | Albumdetaljer                                                                  | Högsta positioner |
| Titel            | Albumdetaljer                                                                  | US Dance          |
| ---------------- | ------------------------------------------------------------------------------ | ----------------- |
| Softcore Jukebox | - Släppt: 7 oktober 2003 - Skivbolag: Emperor Norton - Format: CD              | 24                |
| Best of Remixes  | - Släppt: 8 mars 2011 - Skivbolag: Nettwerk - Format: digital nedladdning      | —                 |
| Best of 00–10    | - Släppt: 28 mars 2011 - Skivbolag: Nettwerk - Format: CD, digital nedladdning | —                 |

### Remixalbum
| Titel                          | Albumdetaljer                                                                      |
| ------------------------------ | ---------------------------------------------------------------------------------- |
| Velocifero (Remixed & Rare)    | - Släppt: 6 april 2010 - Skivbolag: Nettwerk - Format: CD, digital nedladdning     |
| 604 (Remixed & Rare)           | - Släppt: 20 december 2011 - Skivbolag: Nettwerk - Format: CD, digital nedladdning |
| Light & Magic (Remixed & Rare) | - Släppt: 20 december 2011 - Skivbolag: Nettwerk - Format: CD, digital nedladdning |
| Witching Hour (Remixed & Rare) | - Släppt: 20 december 2011 - Skivbolag: Nettwerk - Format: CD, digital nedladdning |

### EP-skivor
| Titel                      | Albumdetaljer                                                                        | Högsta positioner |
| Titel                      | Albumdetaljer                                                                        | US Dance          |
| -------------------------- | ------------------------------------------------------------------------------------ | ----------------- |
| Miss Black and Her Friends | - Släppt: 1999 - Skivbolag: Bambini - Format: LP                                     | —                 |
| Mu-Tron EP                 | - Släppt: 2000 - Skivbolag: Invicta Hi-Fi - Format: CD, LP                           | —                 |
| Commodore Rock             | - Släppt: 2000 - Skivbolag: Invicta Hi-Fi, Tricadel, Emperor Norton - Format: CD, LP | —                 |
| Extended Play              | - Släppt: 11 april 2006 - Skivbolag: Rykodisc - Format: CD+DVD                       | 19                |
| The Harmonium Sessions     | - Släppt: 2006 - Skivbolag: Självutgiven - Format: CD                                | —                 |
| Ace of Hz EP               | - Släppt: 2011 - Skivbolag: Nettwerk - Format: digital nedladdning                   | —                 |

## Singlar
| År   | Titel                          | Högsta positioner | Högsta positioner | Album               |
| År   | Titel                          | UK                | US Dance          | Album               |
| ---- | ------------------------------ | ----------------- | ----------------- | ------------------- |
| 1999 | "He Took Her to a Movie"       | —                 | —                 | 604                 |
| 2000 | "Playgirl"                     | —                 | —                 | 604                 |
| 2001 | "The Way That I Found You"     | 102               | —                 | 604                 |
| 2001 | "Playgirl" (nyutgåva)          | 89                | —                 | 604                 |
| 2002 | "Seventeen"                    | 68                | —                 | Light & Magic       |
| 2003 | "Blue Jeans"                   | 43                | —                 | Light & Magic       |
| 2003 | "Evil"                         | 44                | —                 | Light & Magic       |
| 2005 | "Sugar"                        | 45                | —                 | Witching Hour       |
| 2005 | "Destroy Everything You Touch" | 42                | —                 | Witching Hour       |
| 2008 | "Ghosts"                       | 109               | —                 | Velocifero          |
| 2008 | "Runaway"                      | —                 | 30                | Velocifero          |
| 2009 | "Tomorrow"                     | —                 | —                 | Velocifero          |
| 2010 | "Ace of Hz"                    |                   | —                 | Best of 00–10       |
| 2011 | "White Elephant"               | —                 | —                 | Gravity the Seducer |
| 2011 | "Mirage"                       | —                 | —                 | Gravity the Seducer |

## Videoalbum
| Titel                   | Albumdetaljer                                               | Kommentar                          |
| ----------------------- | ----------------------------------------------------------- | ---------------------------------- |
| Witching Hour bonus DVD | - Släppt: 3 oktober 2005 - Skivbolag: Island - Format: DVD  | Bonus-dvd                          |
| Extended Play           | - Släppt: 11 april 2006 - Skivbolag: Rykodisc - Format: DVD | Bonus-dvd                          |
| Best of 00-10 Videos    | - Släppt: 10 maj 2011 - Skivbolag: Nettwerk - Format: H.264 | iTunes-samling med nio musikvideor |

## Musikvideor
| År   | Titel                          | Regissör                    |
| ---- | ------------------------------ | --------------------------- |
| 2000 | "Playgirl" (version 1)         | James Slater/Neil McLean    |
| 2001 | "Playgirl" (version 2)         | James Slater/Neil McLean    |
| 2003 | "Seventeen"                    | David Chaudoir              |
| 2003 | "Evil" (UK version)            | Scott Lyon                  |
| 2003 | "Evil" (US version)            | James Slater/Neil McLean    |
| 2003 | "Blue Jeans"                   | James Slater/Neil McLean    |
| 2005 | "Sugar"                        | Andy Roberts                |
| 2005 | "Destroy Everything You Touch" | Adam Bartley                |
| 2008 | "Ghosts"                       | Joseph Kahn                 |
| 2008 | "Runaway"                      | Mike Sharpe & Barney Steele |
| 2009 | "Tomorrow"                     | Neil Krug                   |
| 2011 | "Ace of Hz"                    | Chino Moya                  |
| 2011 | "White Elephant"               | Michele Civetta             |
| 2011 | "Mirage"                       | Michael Sherrington         |
| 2013 | "International Dateline"       | –                           |

## Andra låtar
| År   | Titel                        | Kommentar                                                                      |
| ---- | ---------------------------- | ------------------------------------------------------------------------------ |
| 2001 | "Open Your Heart"            | The Human League-cover från samlingen Reproductions: Songs of The Human League |
| 2009 | "Rockfalls & Estuaries"      | Soundtrack till datorspelet The Sims 3                                         |
| 2009 | "She Stepped Out of the Car" | Soundtrack till datorspelet The Sims 3                                         |
| 2009 | "Young Etruscians"           | Soundtrack till datorspelet The Sims 3                                         |
| 2009 | "Use Your Mind"              | Framförd på TV-showen Yo Gabba Gabba!                                          |
| 2012 | "Tesla"                      | Soundtrack till datorspelet The Sims 3: Övernaturligt                          |